# Spicularia
Spicularia is een monotypisch geslacht van schimmels behorend tot de onderstam Pezizomycotina. Het bevat alleen de soort Spicularia simplex dat tevens lectotype is.